# Бадоаро, Джанальберто
Джанальберто Бадоаро (итал. Gianalberto Badoaro; 12 мая 1649, Венеция, Венецианская республика — 17 мая 1714, Брешиа, Венецианская республика) — итальянский кардинал, доктор обоих прав. Патриарх Венеции с 27 сентября 1688 по 7 июня 1706. Епископ-патриарх Брешии с 7 июня 1706 по 17 мая 1714. Кардинал-священник с 17 мая 1706, с титулом церкви Сан-Марчелло с 25 июня 1706 по 11 июля 1712. Кардинал-священник с титулом церкви Сан-Марко с 11 июля 1712 по 17 мая 1714.